# Тотемний стовп

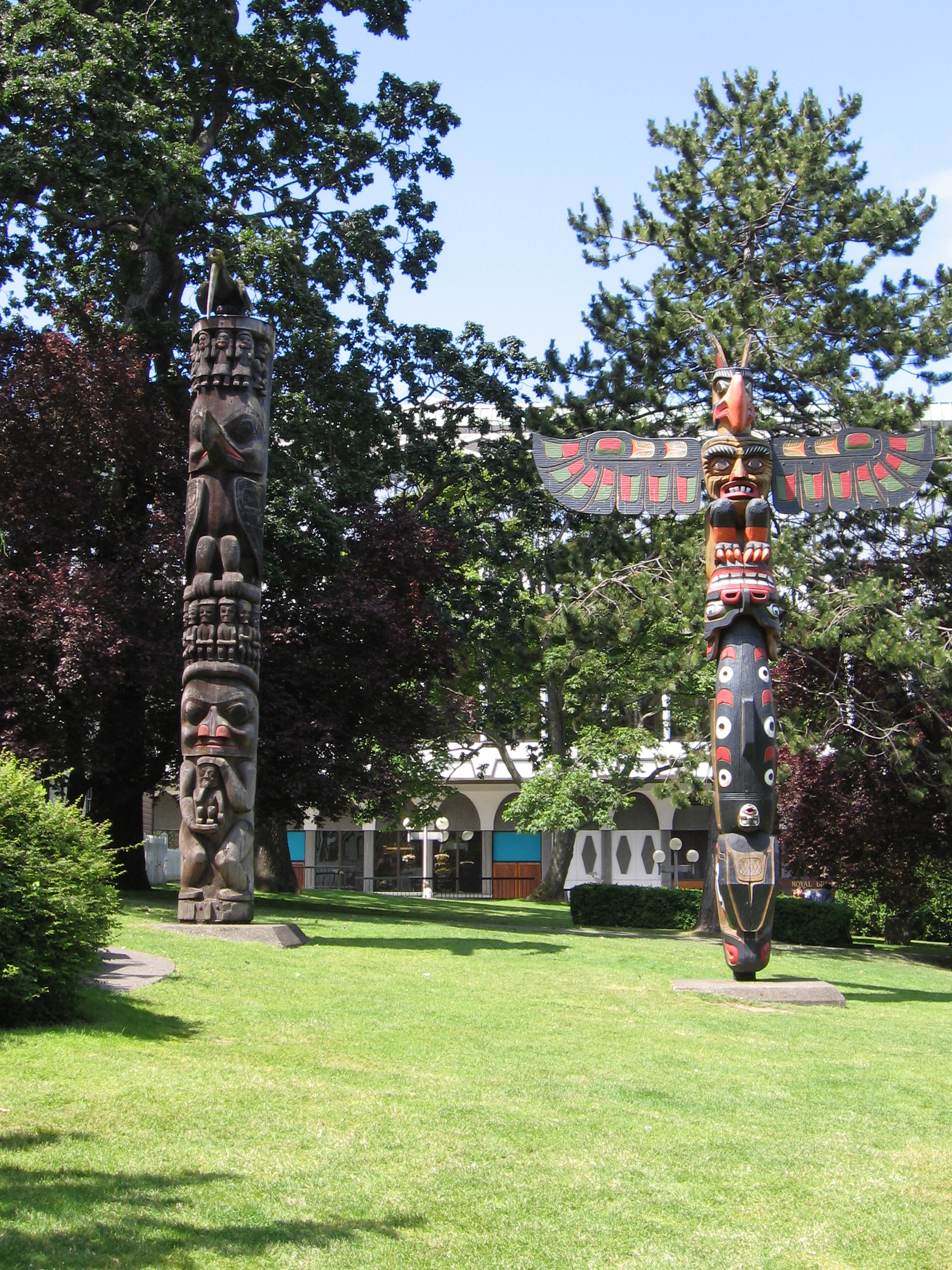
Тотемний стовп (ліворуч) та стовп квакіутл (праворуч) у у Вікторії (Канада)

Тотемний стовп (хайда gyáa'aang) — монументальне різьблення, тип мистецтва Північно-Західного узбережжя США, що складається з жердин, стовпів або колон, на яких вирізано символи або фігури. Зображення, найчастіше тварини, рідше — рослини або неживого предмета, шанованого як тотем — міфічний предок і душа племені.
Зазвичай їх робили з великих дерев, переважно, західного червоного кедра, корінні народи північноамериканського континенту та північно-західного узбережжя Тихого океану, включно з північною частиною громад народів північно-західного узбережжя хайда, тлінкітів та громади цимшіани на південному сході Аляски та Британської Колумбії, громад квакіутл і нутка на півдні Британської Колумбії та громади берегових саліш у Вашингтоні та Британській Колумбії.
Тотемні стовпи поширені серед індіанців Субарктики та Північно-Західного узбережжя.

## Галерея зображень

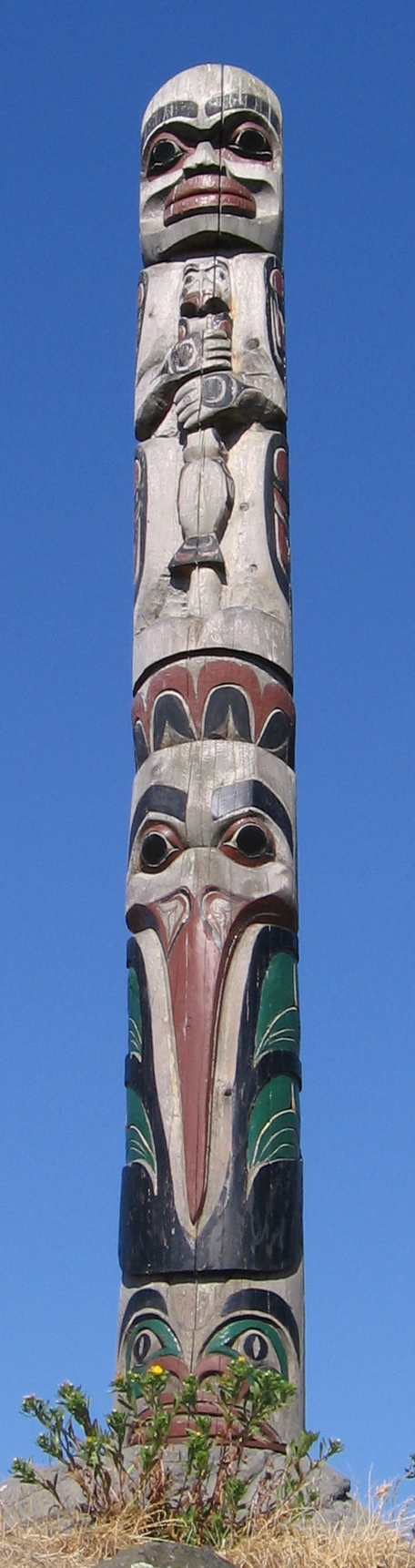
Тотемний стовп із Тотемного парку, Вікторія, Британська Колумбія .
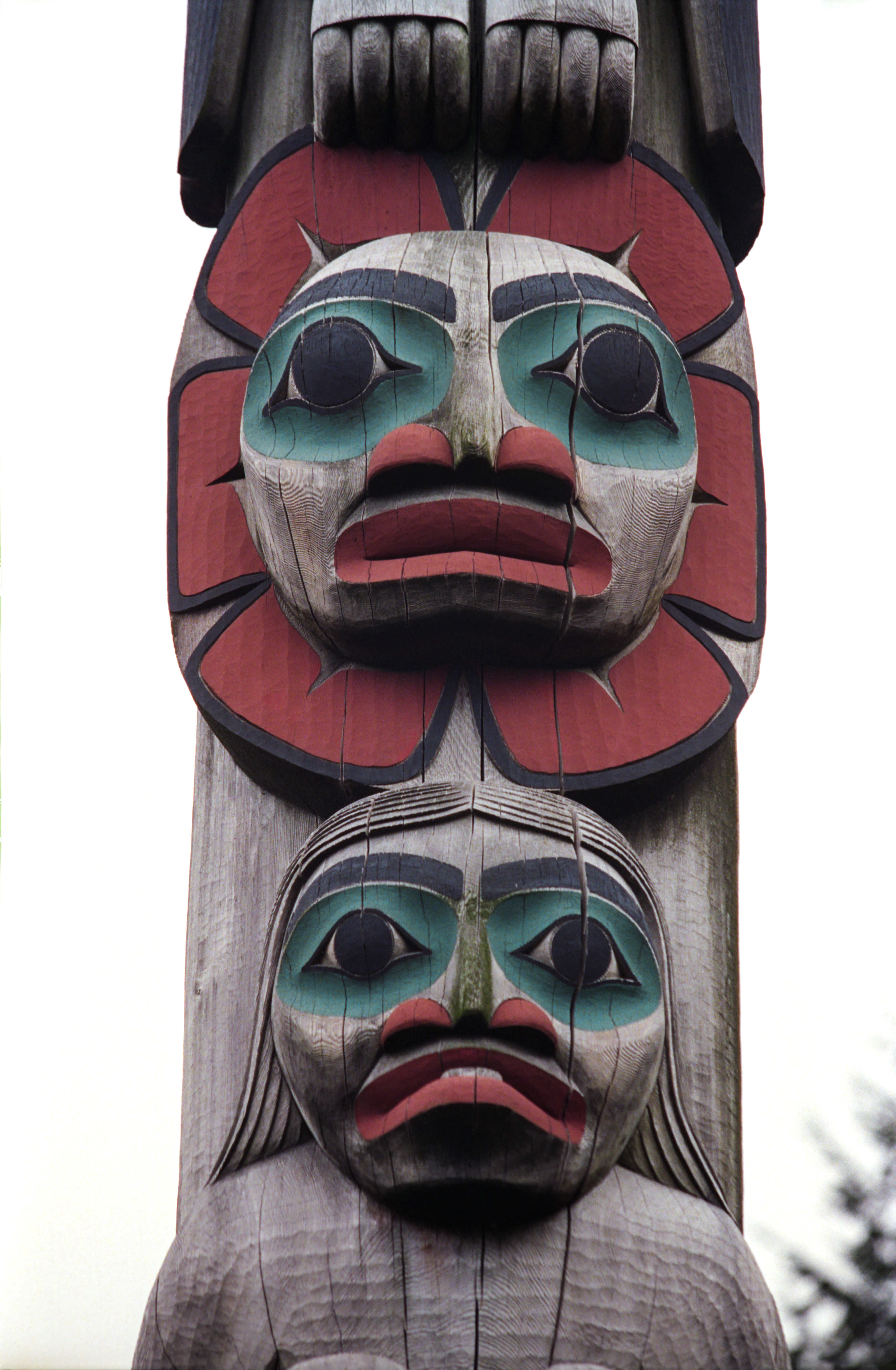
Тотемний стовп з Тотемного парку Саксман, Кетчикан, Аляска
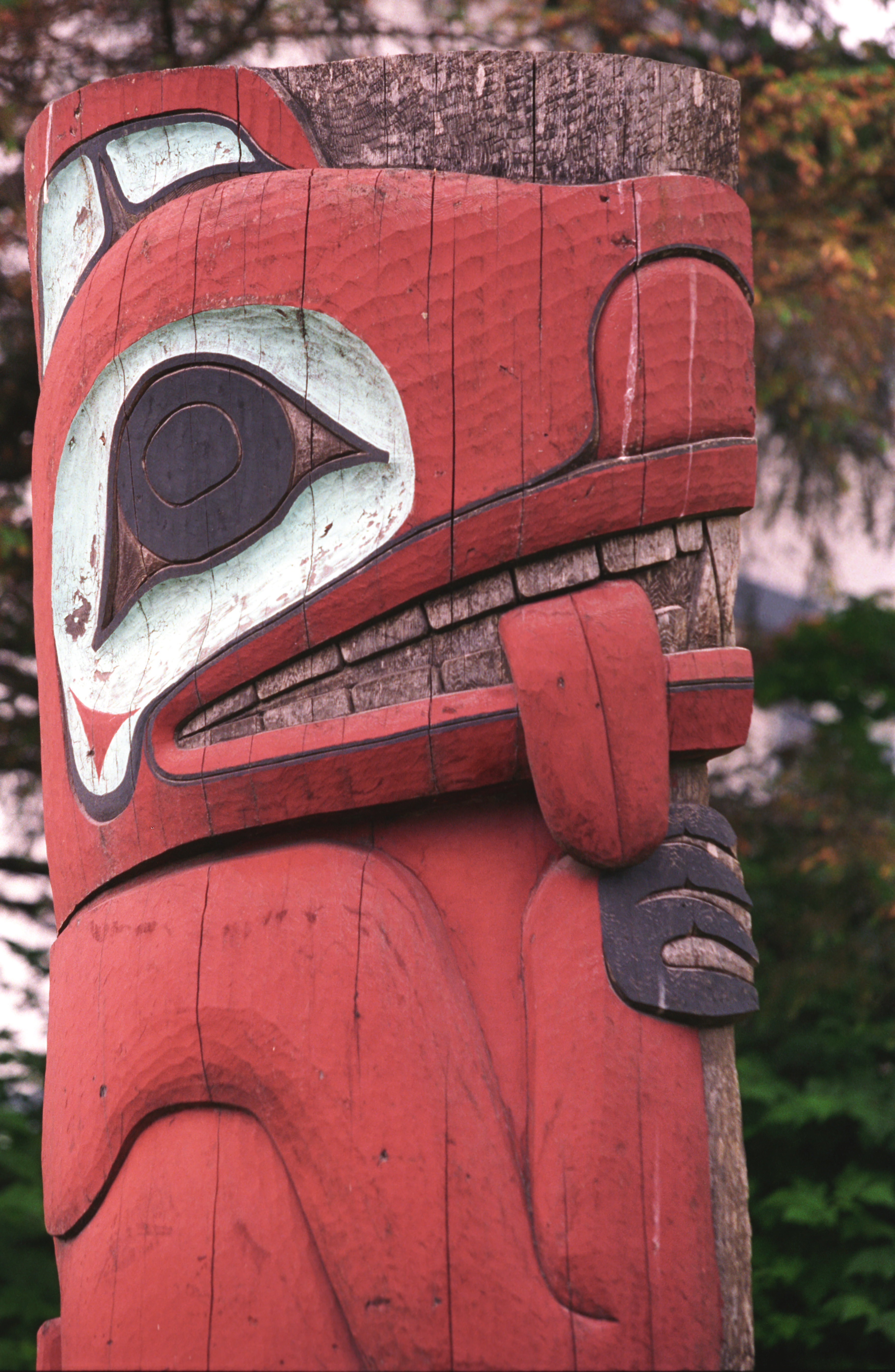
Тотемний стовп із Тотемного парку Саксман, Кетчикан, Аляска
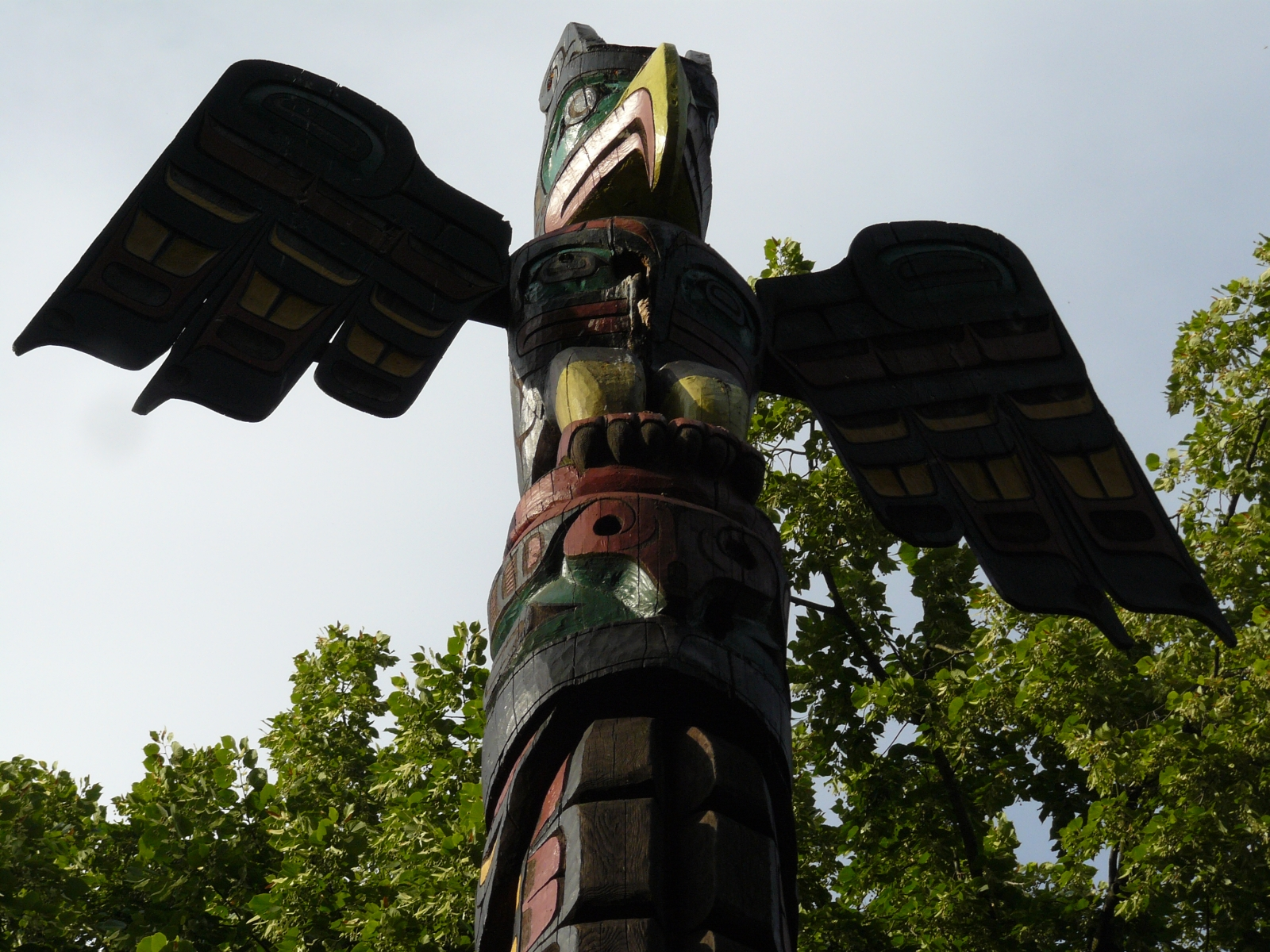
Тотемний стовп у міському саду[de] міста Лар, Німеччина. Подарунок канадських збройних сил